# 3883 Verbano
3883 Verbano este un asteroid din centura principală, descoperit pe 7 septembrie 1972 de Nikolai Cernîh.